# Giornale de' letterati d'Italia
Il Giornale de' letterati d'Italia (1710-1740) fu un'importante rivista letteraria italiana del XVIII secolo.

## Storia
(Scipione Maffei, introduzione al Giornale de' Letterati.)

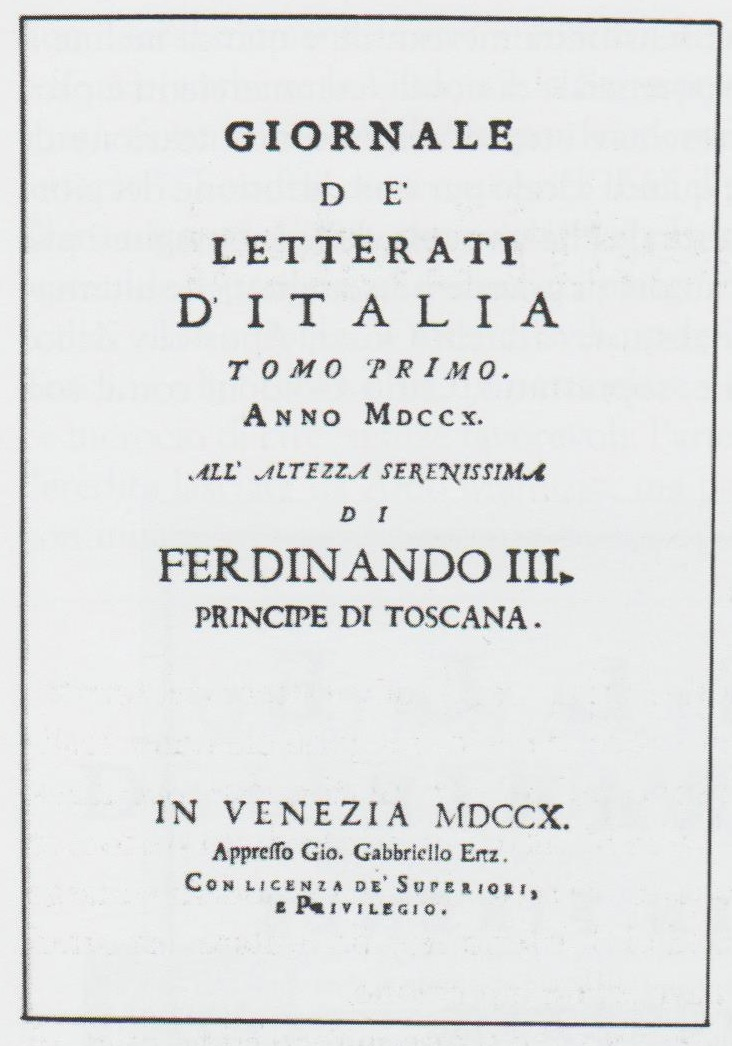
Frontespizio del volume che raccoglie la prima annata del «Giornale de' letterati d'Italia» (1710).

Il periodico fu promosso, nella Repubblica di Venezia, nel 1710 dai letterati Scipione Maffei (storico e drammaturgo), Antonio Vallisneri (medico e biologo di fama) e Apostolo Zeno (letterato erudito e filologo). Nel presentare la rivista, Apostolo Zeno sosteneva che era necessario che gli italiani si facessero essi il loro giornale… palesando che il buon senso, la dottrina e l'ingegno non vennero mai meno tra noi e che ora più mai fioriscono e s'avvivano. 
Concepito come una piccola enciclopedia del sapere, il «Giornale de' letterati d'Italia» abbracciava i temi più disparati: storia, teologia, scienza e diritto. Ebbe collaboratori di prestigio come: Eustachio Manfredi, Ludovico Antonio Muratori, Giovanni Battista Morgagni, Giambattista Vico e Bernardino Ramazzini. Le recensioni delle nuove uscite (lunghe dalle venti alle cinquanta e più pagine) consistevano, da un lato, in un ampio riassunto e, dall'altro, in una serie di giudizi critici sulle tesi espresse nell'opera. La qualità delle recensioni, insieme alla veste sobria ed elegante che caratterizzava la rivista, decretarono il suo successo immediato.
Per i primi nove anni di vita (1710-1718) fu Apostolo Zeno a sostenere la maggior parte degli oneri (anche finanziari) della rivista. Quando lo Zeno fu chiamato all'incarico di poeta cesareo alla corte imperiale di Vienna, nel 1718, negli anni 1719-20 la rivista non fu continuata. Fu ripresa nel 1721 dal fratello Pier Caterino (1666-1732), che ne assunse la direzione, ma le uscite non furono più regolari. Le pubblicazioni subirono un nuovo arresto nel 1727.
Dopo la morte di Pier Caterino Zeno, il «Giornale de' letterati d'Italia» fu ripreso nel 1732 da Antonio Federico Seghezzi, che ne rese annuale la periodicità.  
Le pubblicazioni cessarono nel 1740. Negli anni successivi Giornale fu imitato da diversi altri periodici italiani.